# Orlovská svodnice
Orlovská svodnice je menší vodní tok v Šumavském podhůří, levostranný přítok Kepelského potoka v okrese Klatovy v Plzeňském kraji. Délka toku měří 3 km, plocha povodí činí 4,81 km².

## Průběh toku
Potok pramení severovýchodně od Hlavňovic v nadmořské výšce 660 metrů. Potok teče jihovýchodním směrem, přijímá několik bezejmenných toků, podtéká silnici II/171 a protéká vesnicí Pích, což je část obce Hlavňovice. Ve Vojeticích se Orlovská svodnice zleva vlévá do Kepelského potoka v nadmořské výšce 567 metrů.